# La Nocle-Maulaix
La Nocle-Maulaix este o comună în departamentul Nièvre din centrul Franței. În 2009 avea o populație de 294 de locuitori.

## Evoluția populației
| An        | 1975 | 1982 | 1990 | 1999 | 2006 | 2009 |
| --------- | ---- | ---- | ---- | ---- | ---- | ---- |
| Populație | 552  | 450  | 376  | 332  | 294  | 294  |